# Terraza de café por la noche
Terraza de café por la noche (también conocida como Terraza del café de la Place du Forum en Arlés por la noche) es una pintura del neerlandés Vincent van Gogh realizada en Arlés en septiembre de 1888 representando el ambiente de una terraza.
En esta pintura Van Gogh expresó sus nuevas impresiones de Francia meridional. La obra representa un café en la ciudad de Arlés, que en aquel entonces llamaba "Café Terrace" y que más tarde se renombró como "Café Van Gogh".
El estilo de esta pintura es único para Van Gogh con colores cálidos y la profundidad de la perspectiva. Ésta es la primera pintura en la cual Vincent utilizó fondos estrellados. Posteriormente vendrían la Noche estrellada sobre el Ródano y La noche estrellada en 1889. Esta obra entra dentro la categoría de pinturas de este autor que buscan destacar la noche iluminada dándole un tinte de alegría y color al paisaje nocturno.